# Willem Dafoe

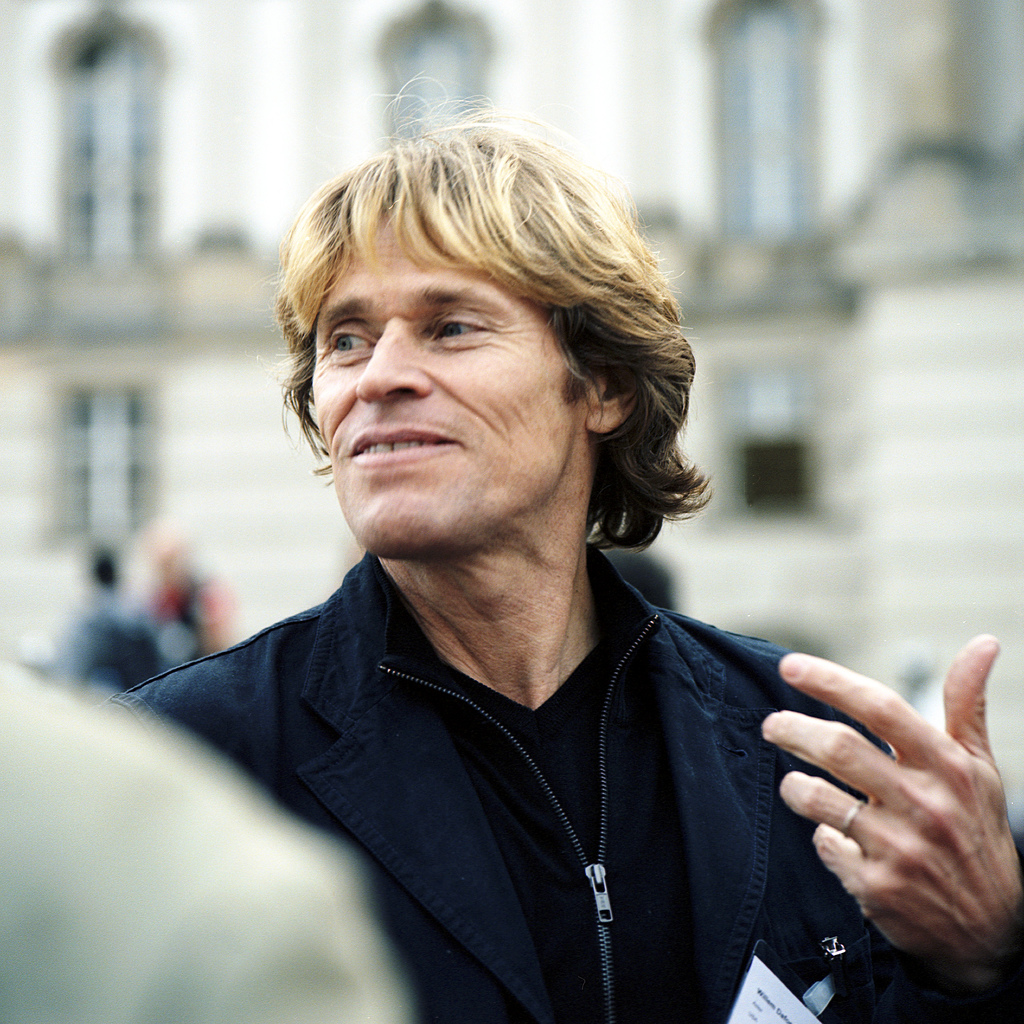
Willem Dafoe 2006.

William James ”Willem” Dafoe, född 22 juli 1955 i Appleton, Wisconsin, är en amerikansk skådespelare. Dafoe är känd som en karaktärsskådespelare, med många framträdande biroller men färre huvudroller. Han har två gånger nominerats till en Oscar för bästa manliga huvudroll för gestaltningen av skådespelaren Max Schreck i Shadow of the Vampire (2000) och för gestaltningen av Vincent van Gogh i Vincent van Gogh – Vid evighetens port (2018). Han Oscarnominerades två gånger för Bästa manliga biroll för genombrottsrollen som Sgt. Elias Grodin i Plutonen (1986) och för rollen som Bobby Hicks i The Florida Project (2017).
I Martin Scorseses film Kristi sista frestelse (1988) spelade Willem Dafoe huvudrollen som Jesus. I danske Lars von Triers kontroversiella film Antichrist (2009) spelade han huvudrollen som psykologen, som mot reglerna har sin fru som patient. Frun spelas av Charlotte Gainsbourg.
2023 spelade han rollen som Godwin Baxter i filmen Poor Things.

## Filmografi i urval
- 1982 – The Loveless
- 1984 – Streets of Fire
- 1985 – Änglarnas stad - Los Angeles
- 1986 – Plutonen
- 1988 – Kristi sista frestelse
- 1988 – Mississippi brinner
- 1989 – Född den fjärde juli
- 1990 – Cry-Baby
- 1990 – Wild at Heart
- 1992 – Het sand
- 1993 – Älska till döds
- 1994 – Påtaglig fara
- 1994 – Tom & Viv
- 1995 – Before It Had a Name
- 1996 – Basquiat – den svarte rebellen
- 1996 – Den engelske patienten
- 1997 – Ont blod
- 1997 – Speed 2: Cruise Control
- 1998 – Lulu on the Bridge
- 1999 – The Boondock Saints
- 1999 – American Psycho
- 2000 – Animal Factory
- 2000 – Shadow of the Vampire
- 2001 – Kvinnopaviljongen
- 2002 – Auto Focus
- 2002 – Spider-Man
- 2003 – Hitta Nemo (röst)
- 2003 – Once Upon a Time in Mexico
- 2004 – Spider-Man 2
- 2004 – The Life Aquatic with Steve Zissou
- 2004 – The Aviator
- 2004 – The Clearing
- 2005 – xXx 2 - The Next Level
- 2005 – Manderlay
- 2006 – American Dreamz
- 2006 – Inside Man
- 2007 – Mr Beans semester
- 2007 – Spider-Man 3
- 2007 – Go Go Tales
- 2007 – Anamorph
- 2007 – The Dust of Time
- 2008 – Fireflies in the Garden
- 2008 – Adam Resurrected
- 2009 – Cirque du Freak: The Vampire's Assistant
- 2009 – Daybreakers
- 2009 – Antichrist
- 2009 – Den fantastiska räven
- 2010 – The Boondock Saints 2
- 2011 – The Hunter
- 2011 – 4:44 Last Day on Earth
- 2012 – The fault in our stars
- 2012 – John Carter
- 2012 – Tomorrow You're Gone
- 2013 – Odd Thomas
- 2013 – Out of the Furnace
- 2013 – Nymphomaniac
- 2013 – A Most Wanted Man
- 2014 – The Grand Budapest Hotel
- 2014 – Whiskey Bay
- 2014 – Förr eller senare exploderar jag
- 2014 – John Wick
- 2015 – Pasolini
- 2016 – Hitta Doris (röst)
- 2016 – The Great Wall
- 2017 – Death Note (röst)
- 2017 – Mordet på Orientexpressen
- 2017 – The Florida Project
- 2018 – Aquaman
- 2018 – Vincent van Gogh – Vid evighetens port
- 2019 – The Lighthouse
- 2019 – Motherless Brooklyn
- 2019 – Togo
- 2020 – The Last Thing He Wanted
- 2021 – Zack Snyder's Justice League
- 2021 – The French Dispatch
- 2021 – Nightmare Alley
- 2021 – Spider-Man: No Way Home
- 2022 – The Northman
- 2023 – Aquaman and the Lost Kingdom
- 2023 – Asteroid City
- 2024 – Nosferatu
- 2024 – Saturday Night
- 2025 – The Legend of Ochi
- 2025 – Late Fame